# 화이트 울프 퍼블리싱
화이트 울프 퍼블리싱(영어: White Wolf Publishing)은 미국의 롤플레잉 및 책 출판사이다. 1991년에 라이언 램팬트와 화이트 울프 매거진이 합병되어 설립되었다.